# Kale borstelboktor
De kale borstelboktor (Pogonocherus ovatus) is een keversoort uit de familie van de boktorren (Cerambycidae). De wetenschappelijke naam van de soort werd voor het eerst geldig gepubliceerd in 1777 door Goeze.